# 魚本健人
魚本 健人（うおもと たけと、1947年（昭和22年）3月5日 - ）は、日本の土木工学者。専門はコンクリート工学。

## 経歴
愛媛県に生まれる。1971年（昭和46年）東京大学工学部土木工学科を卒業し、大成建設に入社する。1978年（昭和53年）母校の東京大学生産技術研究所助手となり、同助教授を経て、1992年（平成4年）同教授に進んだ。1998年（平成10年）東京大学国際産学共同研究センター教授に転じ、東京大学生産技術研究所副所長を経て、2001年（平成13年）東京大学生産技術研究所都市基盤安全工学国際研究センター教授兼センター長に就任した。
2007年（平成19年）東京大学を定年退職したのち、芝浦工業大学工学部土木工学科教授を経て、2010年（平成22年）土木研究所理事長に就任し、2017年（平成29年）3月まで務めた。ほか、2012年（平成24年）から2年間にわたり第25代日本コンクリート工学会会長を務めた。